# سیارک ۲۰۸۹۴
سیارک ۲۰۸۹۴ (به انگلیسی: 20894 Krumeich، نامگذاری:2000WP93) بیست هزار و هشتصد و نود و چهارمین سیارک کشف شده‌است که در ۲۱ نوامبر ۲۰۰۰ کشف شد.
قدر مطلق سیارک برابر ۱۳.۵ است.